# 国道9号線 (アメリカ合衆国)
国道9号線（こくどう9ごうせん、U.S. Route 9）は、アメリカ合衆国の国道。デラウェア州、ニュージャージー州、ニューヨーク州を南北に走る。フェリーによるコネクションがある珍しい国道でもある。フェリーはデラウェア州とニュージャージー州ケープ・メイを結んでいる。

## 概要
国道9号線は、2車線の道路で、人口密集地では車線が増える。主にニュージャージー州の中心部では4車線、最大6車線まで拡張されている。
ニュージャージー州とニューヨーク州では、ガーデン・ステイト公園道路やパリセード州間公園道路と併走している。ニューヨーク州のハドソン川沿いでは東側を遡り、川の西側には国道9W号線（U.S. Route 9W）が並走している。

## 沿道の州
- デラウェア州
- ニュージャージー州
- ニューヨーク州